# Ben Sidran
Ben Hirsh Sidran (Chicago, Illinois, 14 de agosto de 1943) es un pianista, organista y cantante de smooth jazz y rock,  que adquirió proyección especialmente por su participación en la Steve Miller Band, además de escritor.

## Historial[1]
Sidran estudió en la Universidad de Wisconsin–Madison donde, en 1961, integró el grupo The Ardells, junto a Steve Miller y Boz Scaggs. Tras su graduación en 1966, Sidran se trasladó a la Universidad of Sussex, en Inglaterra, para continuar sus estudios. 
Sidran se reencontró con Miller en un estudio de grabación de Inglaterra, para tocar en el álbum "Children of the Future". Durante su estancia en suelo británico, ejerció de músico de sesión, trabajando para Eric Clapton, The Rolling Stones, Peter Frampton y Charlie Watts. Sidran volvió a Madison (Wisconsin), donde había crecido, en 1971 y tocó con músicos locales, como el batería Clyde Stubblefield y el teclista Leo Sidran. Su primer disco como líder, "Feel you groove", partía de una fusión de jazz y rock, con toques grooves. A lo largo de las dos décadas siguientes, trabajó como docente en la Universidad de Wisconsin y realizó actuaciones y grabaciones con su grupo, dentro de un estilo de fusión cercano al smooth jazz. A partir de 1981, realizó una serie de programas de TV, para las cadenas NPR, ("Jazz Alive", que obtendría el Premio Peabody) y VH1 Television ("New Visions", que ganó a comienzos de los años 1990 el Premio Ace).  
Sidran montó en la década de 1990 su propio sello discográfico, "Go Jazz Records", con artistas como Georgie Fame, Ricky Peterson o Phil Upchurch. Como músico y productor discográfico, ha trabajado con artistas como Mose Allison, Van Morrison, Diana Ross y Rickie Lee Jones.

## Obras literarias
Ha escrito también varios libros, como "Black Talk," (un estudio sociológico de los negros en América), las memorias "A Life in the Music", y "Talking Jazz", una colección de entrevistas con músicos históricos del jazz.

## Discografía[2]
- 1971 - Feel Your Groove (Capitol) - con Blue Mitchell
- 1972 - I Lead a Life Blue Thumb
- 1973 - Puttin' in Time on Planet Earth (Blue Thumb)
- 1974 - Don't Let Go  (Blue Thumb)
- 1976 - Free in America (Arista)
- 1977 - The Doctor Is In (Arista)
- 1978 -  A Little Kiss in the Night (Arista)
- 1979 - Live at Montreux (Arista)
- 1980 - The Cat and the Hat (A&M)
- 1981 - Get To The Point (Polystar)
- 1982 - Old Songs for the New Depression (Island / reeditado por Go Jazz)
- 1983 - Bop City (Island / Go Jazz)
- 1984 - Live - con Richard Davis[3] (Madrigal / reeditado por Go Jazz)
- 1985 - On the Cool Side (Windham Hill / reeditado por Go Jazz)
- 1986 - Have You Met...Barcelona? (Orange Blue)
- 1987 - On the Live Side (Windham Hill / reeditado por Go Jazz)
- 1988 - Too Hot to Touch (Windham Hill / reeditado por Go Jazz)
- 1990 - Cool Paradise (Go Jazz)
- 1994 - Life's a Lesson (Go Jazz)
- 1996 - Mr. P's Shuffle (Go Jazz)
- 1997 - Go Jazz All-Stars (Go Jazz)
- 1998 - Live at Celebrity Lounge (Go Jazz)
- 2000 - Concert For Garcia Lorca (Go Jazz) - Nominado a los Premios Grammy
- 2002 - Walk Pretty, The Music Of Alec Wilder (Go Jazz)

- On The Live Side (DVD) 8Go Jazz(
- 2004 - Nick's Bump  (Nardis Music)

- Sentimental Journey (Bonsai Records) - Recopilatorio publicado sólo en Francia
- 2005 - Bumpin' At The Sunside  (Nardis Music) - Grabado en vivo en The Sunside, París - 2003

- Jazz Legends: Live at the Palais Des Festivals Hall DVD, grabado en Cannes - 1989
- In Concert at Ohne Filter  DVD, grabado en vivo en Alemania - 1995
- 2006 - Live à fip  (Bonsai Music)
- 2008 - Cien Noches (Nardis Music)
- 2009 - Dylan Different (Nardis Music)